# لیلیان لی
لیلیان لی (انگلیسی: Lilian Lee؛ زادهٔ ۱۹۵۹ میلادی) فیلم‌نامه‌نویس اهل چین است.
از فیلم‌ها یا مجموعه‌های تلویزیونی که وی در آن‌ها نقش داشته است می‌توان به سرخ اشاره نمود.